# Echiniscus pooensis
Echiniscus pooensis är en djurart som tillhör fylumet trögkrypare, och som beskrevs av Rodriguez-Roda 1948. Echiniscus pooensis ingår i släktet Echiniscus och familjen Echiniscidae. Inga underarter finns listade i Catalogue of Life.